# Brixia andranotobakensis
Brixia andranotobakensis är en insektsart som beskrevs av Synave 1965. Brixia andranotobakensis ingår i släktet Brixia och familjen kilstritar. Inga underarter finns listade i Catalogue of Life.